# Тригуб Віктор Вікторович
Віктор Вікторович Тригуб (26 вересня 1966, село Кленівка Амвросіївського району Донецької області) — український журналіст, музеєзнавець, громадський діяч. Головний редактор журналу «Музеї України». Засновник Музею плакату України. Президент медіа-групи Українська пресова корпорація. Засновник десятків україномовних сайтів культурологічного спрямування. Створив більше 50 сайтів українським музеям, зокрема 15 сайтів закладам культури прифронтової зони АТО-ООС.
Член Національної спілки журналістів України (від 2005 року).

## Біографічні відомості

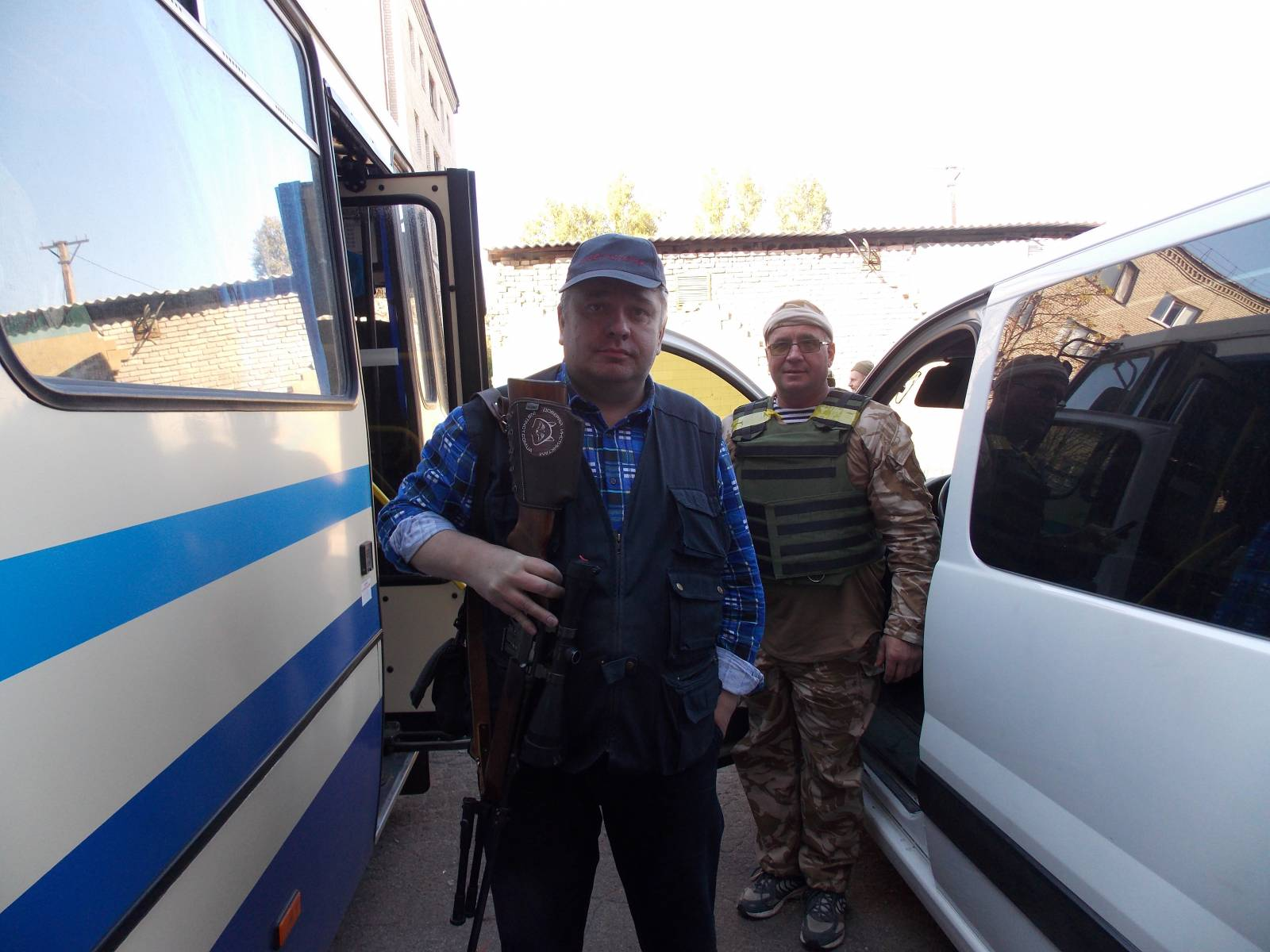

1990 року закінчив факультет журналістики Київського університету.
Працював кореспондентом газети «Комсомольское знамя», редактором газет «Хвилина мовчання», «Універсальна газета». Засновник багатьох ЗМІ, які перейшли в формат інтернет-видань. Почесний працівник туризму України. З 2014 року — волонтер зони АТО в Донецькій і Луганській областях. Автор чисельних журналістських розслідувань.